# SU-8

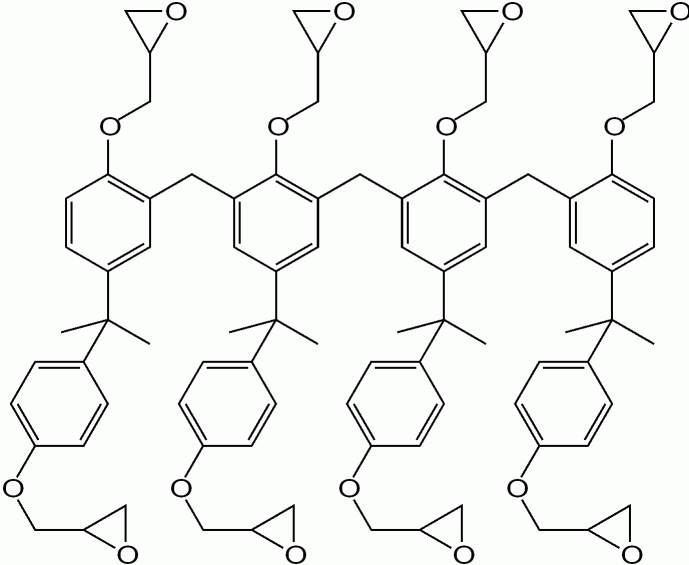
Molecuul SU-8

SU-8 is een veelvuldig gebruikte negatieve fotoresist op basis van epoxy. Het is een polymeer met een hoge viscositeit dat via spin coating op een substraat kan aangebracht worden in lagen met een dikte van tussen de 0,1 micrometer en 2 millimeter. De viscositeit kan gereguleerd worden via verdunners, zoals cyclopentanon. Verdere verwerking gebeurt meestal via standaardlithografie.
SU-8 kan gebruikt worden om structuren met een grote hoogte-breedteverhouding (>20) te patroneren. De maximale absorptie van elektromagnetische straling ligt in het UV-gebied, bij een golflengte van 365 nanometer. Bij blootstelling aan dit UV-licht komt een inwendige crosslinking tussen de moleculen op gang, waardoor het materiaal uithardt.
SU-8 werd oorspronkelijk ontwikkeld als fotoresist voor de micro-elektronica-industrie, om halfgeleiderstructuren te fabriceren. Nu wordt het echter vooral ingezet bij de vervaardiging van microfluïdica (voornamelijk via soft lithography maar ook met andere druktechnieken, zoals nanoimprint lithography) en onderdelen voor micro-elektromechanische systemen (MEMS). SU-8 is bovendien bijzonder populair in biomedische toepassingen vanwege zijn biocompatibiliteit.
SU-8 is zeer transparant in het ultraviolette gebied, waardoor gemakkelijk relatief dikke structuren (van ettelijke honderden micrometers) met nagenoeg verticale wanden kunnen worden gerealiseerd. Na belichting en ontwikkeling (in het bijzonder met propyleenglycolmonomethyletheracetaat oftewel PGMEA) biedt de vernette molecuulstructuur een uitzonderlijk hoge stabiliteit tegen chemicaliën en straling. Na uitharding via een extra bakproces is er bij SU-8 vrijwel geen sprake van uitgassen in vacuüm.
SU-8 is bijzonder moeilijk te verwijderen.